# Pesymiści
Pesymiści – polski zespół bigbitowy, powstały w październiku 1963 w Warszawie. Obok Tajfunów, Chochołów, Dzikusów i Kawalerów należał do najpopularniejszych stołecznych grup młodzieżowych z lat 60. Zakończył działalność w 1971. 

## Historia
Założycielami grupy byli Michał Krasicki (pianino) ì Michał Morawski (eks-Chochoły; gitara; 1945–2019). Pierwszy skład Pesymistów uzupełniali: Lucyna Lewandowska (kontrabas) i Wiesław Pałyga (perkusja). Akustykiem zespołu był Janusz Dobrowolski (1963–1971), zaś kilka lat później kierownikiem technicznym został Janusz Orłowski (1966–1971). Początkowo zespół działał w Kubie Osiedlowym przy ul. Wiktorskiej na Mokotowie, a następnie przy warszawskim Dzielnicowym Domu Kultury na ul. Łowickiej. W grudniu 1963 w zespole pojawia się wokalista Andrzej Miodek, znany później jako Andrzej Niemira. W początkowym okresie działalności Pesymiści kopiowali utwory m.in. z repertuaru The Beatles, The Rolling Stones, The Searchers, The Shadows, przerabiali na bigbit muzykę klasyczną, np. Jezioro łabędzie, autorstwa Piotra Czajkowskiego, lecz pojawiły się także pierwsze, nieśmiałe próby kompozytorskie członków zespołu.
W styczniu 1964 miejsce Lewandowskiej zajął Janusz Bolesławski, gitarzysta basowy, który później zaczął grać na gitarze rytmicznej w momencie, gdy do grupy doszedł gitarzysta basowy Michał Zawiła. W lutym 1964 Pesymiści wystąpili na Przeglądzie Zespołów Big Beatowych w Tczewie, zajmując II miejsce wśród trzydziestu zespołów. Zespół występował wtedy w składzie: A. Miodek (śpiew), M. Krasicki (pianino, śpiew), M. Morawski (gitara), M. Zawiła (gitara basowa) i nowy perkusista Leszek Pieniążek (Pałyga został gitarzystą w zespole Medicus). Wiosną grupa przeniosła się do klubu studenckiego Uniwersytetu Warszawskiego „Centon”, mieszczącego się przy Krakowskim Przedmieściu. W czerwcu z Pesymistów odeszli A. Miodek i M. Morawski (związał się z grupą Malkontenci), którego na gitarze zastąpił Janusz Kruk. Wiosną 1965 formacja ruszyła w trasę koncertową po województwie olsztyńskim, zaś latem występowała w warszawskim „Non Stopie” („Krąg Taneczny” na Płycie Czerniakowskiej).
W sezonie artystycznym 1965–1966 skład Pesymistów powiększył się o Marka Blizińskiego (gitara) i Andrzeja Turskiego (gitara), odszedł natomiast Kruk, który wkrótce powołał do życia własny zespół Warszawskie Kuranty. Od września do grudnia 1965 grupa występowała w musicalu Niedopasowani, czyli Wieloryb-Goliath w Teatrze Ludowym na Pradze. W grudniu 1965 zespół wziął udział Radiowej Giełdzie Piosenki w kawiarni „Nowy Świat” – był to radiowy debiut Pesymistów. W styczniu 1966 muzycy powrócili do klubu „Centon”, gdzie prezentowali bogatą mieszankę repertuarową – od opracowań utworów The Rolling Stones i The Shadows, aż po kompozycje Krasickiego i Blizińskiego. 18 czerwca 1966 perkusista Hubert Rutkowski na krótko zastąpił Leszka Pieniążka, rejestrując pierwsze nagrania Pesymistów singlu Pronitu oraz na czwórce Polskich Nagrań. W repertuarze tych dwóch płyt dominowały kompozycje własne, zarejestrowano również utwory z repertuaru The Zombies (Mówiłem jej, że ją kocham [She's Not There]) i Los Indios Tabajaras (Maria Elena). Jesienią odeszli Bliziński i Turski. Nowym gitarzystą został Marek Ałaszewski, zaś perkusistą Andrzej Poniatowski. W zespole rozpoczynał karierę, jako piosenkarz także Andrzej Rosiewicz. W tym składzie, w grudniu 1966 Pesymiści pojechali na koncerty do Czechosłowacji, zakończone występem w sali praskiej „Lucerny”. W kwietniu 1967 zespół zajął II miejsce podczas III Ogólnopolskiego Przeglądu Wokalistów i Zespołów Muzyki Rozrywkowej w Gliwice.
We wrześniu przełomowym momentem dla zespołu były przenosiny do „Stodoła” przy ul. Nowowiejskiej. Po pewnym czasie odeszli Rosiewicz i Zawiła. Przez krótki okres śpiewał Tomasz Andrzejewski, a następnie dołączyli Daniel Kłosek (śpiew) i Andrzej Wroński (eks-Kawalerowie; gitara basowa). W listopadzie 1967 Pesymiści zajęli II miejsce na II Ogólnopolskim Festiwalu Muzyki Młodzieżowej w Częstochowie. Na przełomie 1967 i 1968 Michał Krasicki zorganizował na bazie swej macierzystej formacji, zespół studyjny „Aryston” z którym nagrywali m.in. Karin Stanek, Stefan Zach i ww. Daniel Kłosek. W marcu 1968 zespół po raz pierwszy wystąpił w TVP, biorąc udział w Telewizyjnej Giełdzie Piosenki. Wykonany przez Kłoska utwór Słowa, imiona, autorstwa M. Krasickiego i Alicji Kozłowskiej zajął tam II miejsce. Wiosną Pesymiścì nagrywali dla Młodzieżowego Studia „Rytm”. W maju z grupą nagrywał jako solista Stanisław Guzek (ex-Blackout). W latach 1968–1969 nastąpiła kolejna reorganizacja w składzie formacji – odeszli M. Ałaszewski i A. Poniatowski z zamiarem utworzenia własnej grupy, której dali nazwę Klan. Nowymi członkami zespołu zostali: Tomasz Szachowski (eks-Kwadraty; gitara), Jan Wiącek (saksofon tenorowy), Wojciech Bruślik (gitara basowa) i Andrzej Dec (eks-Warszawskie Kuranty; perkusja). W lutym 1969 Pesymiści ponownie wystąpili w Telewizyjnej Giełdzie Piosenki, wykonując utwór Dobranoc, dobrze śpij. W maju, już bez Szachowskiego, zespół wziął udział w IV Festiwalu Kultury Studenckiej w Krakowie, gdzie zajął II miejsce, tuż za Dżamblami. W lipcu warszawski zespół występował w sopockim „Non Stopie” ze specjalnie zaangażowanym na te koncerty gitarzystą Jerzym Szczęśniakiem z Grupy X (dawniej Kawalerowie).
Z końcem 1969 z Pesymistami rozpoczął współpracę Piotr Miks (eks-Bardowie). Jesienią 1970 w zespole pojawili się: gitarzysta Andrzej Glazer i gitarzysta basowy Paweł Brodowski, którego wkrótce zastąpił Leszek Grzybowski, zaś nowym wokalistą został Marek Cieszewski. W tym czasie zespół stał się formacją soulową, powiększając swe instrumentarium o sekcję dętą w której grali kolejno – trębacze: Roman Sylwestrzak, Jan Omiotek i Wojciech Kozłowski, puzonista Henryk Cieślak i saksofonista tenorowy Robert Świerszcz. W sezonie artystycznym 1970–1971 Pesymiści grali w składzie: M. Cieszewski (śpiew), M. Krasicki (lider; organy, pianino, śpiew), A. Glazer (gitara), L. Grzybowski (gitara basowa), R. Świerszcz (saksofon tenorowy) i A. Dec (perkusja), zastąpiony później przez Tomasza Pilewskiego. Ostatni koncert Pesymistów miał miejsce 31 sierpnia 1971 w Krynicy Morskiej. W ostatnim składzie grupy znaleźli się: Andrzej Pol-Zdziarski (śpiew), M. Krasicki (lider; organy, pianino, śpiew), Zbigniew Grzybowski (gitara), L. Grzybowski (gitara basowa) ì T. Pilewski (perkusja). Po rozpadzie Pesymistów Krasicki współpracował m.in. z Magdą Umer. Miks związał się z grupą Pięciu, a potem założył zespół Dylemat. Kłosek i Szachowski utworzyli formację Klub Pickwicka. W latach 70. Daniel Kłosek występował pod scenicznym pseudonimem „Daniel”.
24 maja 1996 w klubie „Stodoła”, Pesymiści wzięli udział w koncercie „Warszawski rock and roll lat 60. Z brzytwą na poziomki”, którego pomysłodawcą i organizatorem był dawny wokalista grupy Piotr Miks. Impreza została udokumentowana płytą, pt. Warszawski Rock & Roll. Live in Concert. Następny koncert wspomnieniowy zespołu miał miejsce w 1997 w Centrum Łowicka.

## Ciekawostki
- W środę 23 kwietnia 1969 w Klubie Studentów Politechniki Warszawskiej „Stodoła” (ul. Nowowiejska 26b) odbył się happening z okazji 5-lecia istnienia zespołu, pod hasłem To już 5 lat dosmucania.

Dobry wieczór! Zwabiliśmy państwa w sposób nader podstępny, licznymi plakatami, zaproszeniami i insertami w prasie (nawet w radiu) na pięciolecie zespołu, smutnego zespołu Pesymiści. W założeniu naszej imprezy (bo były oczywiście założenia, dyrektywy i plany), której przyświeca westchnienie To już pięć lat dosmucania!, zawarta jest chęć, ba! pragnienie absolutnego dosmucenia państwa, aż do przysłowiowych łez. Nasze monumentalne przedsięwzięcie pomyślane jako przegląd chronologiczno-historyczny obejmuje wszystkich muzyków dotychczasowych składów zespołu Pesymiści i większość wykonywanych przez tę grupę przebojów. Zanim dojdziemy do obowiązujących w dzisiejszej muzyce młodzieżowej mód, stylów i… wynaturzeń – zacznijmy… nie, nie od początku. I nie od Pesymistów. Zacznijmy od Czterech.

Tak rozpoczął się program estradowy, który był ewenementem w skali polskiego bigbitu. Był to happening z udziałem przebierańców i przedmiotów, takich jak: dwunastoramienny świecznik, Dziewczynka z Zapałkami, samotny kontrabas, wysoki cyklista na dziecięcym rowerku, porcelanowy serwis do kawy, kartonowa postać Andrzeja Rosiewicza, motocyklista na hałaśliwym Harleyu, sprzątacz, gwizdek piłkarski, kadzidło i szampan (sowietskoje igristoje). A przede wszystkim występy zespołów Czterech i Klan, gitarzysty Janusza Kruka (reprezentował Warszawskie Kuranty), wokalisty Daniela Kloska i Pesymistów w składach, jakie udało się w tym czasie odtworzyć – z Wojciechem Bruślikiem, Cezarym Ziółkowskim, muzykami ww. zespołów, którzy też występowali w Pesymistach i Michałem Krasickim. Koncert jubileuszowy warszawskiej formacji przypomniał sporą część repertuaru stodolanych big beatowców – piosenki i melodie zagraniczne oraz własnego autorstwa, takie jak: Les Paul Melody, Blue Moon, Wipe Out, Sweets For My Sweet, Ty jesteś moja, Marsz turecki, Do You Love Me?, Sealed with a Kiss, Siała baba mak, Aria z Kurantem, Can't Buy My Love, I Wanna Be Your Man, She's a Woman, Maria Elena, Satisfaction, I'm Crying, Mogliśmy się nie znaleźć, Słowa, imiona, Spychaczdwusuwowy, Pusta sala, Keep on Running, What's a Price, Gimme Some Loving, Jeszcze wczoraj, Niesamowity sen, Dobranoc, dobrze śpij, Ranek bez uśmiechu, Zima leśnika, Pożar lasu, Trzynaście płatków róży.
- Pesymiści byli wylęgarnią muzycznych talentów z późniejszym gigantem gitary jazzowej – Markiem Blizińskim na czele[1].

Skład zespołu nie był stały, ale chyba żaden warszawski zespół nie mógł nigdy powiedzieć, że jest monolitem: jedni koledzy odchodzili, nawet tworzyli własne grupy, na ich miejsce przychodzili muzycy z innych formacji. Jestem dumny, że u nas zaczynał Janusz Kruk, że to nasi muzycy stworzyli grupę Czterech, że Andrzej Rosiewicz debiutował w Pesymistach, że Marek Ałaszewski to także «nasz człowiek».

Zespół był trampoliną wielu karier, nie tylko muzycznych. Poza wymienionymi zrobili je np. Turski (w Radiokurierze, później jako dyrektor TVP1), Zawiła (w dyplomacji), Szachowski (w Polskim Radiu), Miks. Od Pesymistów wywodziło się także innych grup beatowych: Medicusa, Malkontentów, Arystonu, Klubu Pickwicka, Dylematu.

## Dyskografia

### Płyty solowe (single, czwórki, pocztówki dźwiękowe)
- 07.1966: Szklana góra (instr.) / Maria Helena [Maria Elena] (instr.) (SP, SP-132 Pronit)
- 07.1966: Nocny spacer / Mówiłem jej, że ją kocham [She's Not There] / Nie powiem ci już nic / Plotki (EP, N-0429 Muza)
- 07.1966: Mówiłem jej, że ją kocham (PD KP-92 PN Muza)

### Kompilacje
- 1968: Echa giełd telewizyjnych (EP, PN Muza N-0539)
- 1991: Złote lata polskiego beatu 1966 vol.1 (LP, PN Muza SX-3049)
- 1991: Złote lata polskiego beatu 1966 vol.2 (LP, PN Muza SX-3050)
- 1992: Złote lata polskiego beatu 1968 vol.2 (LP, PN Muza SX3054)
- 1998: Warszawski Rock & Roll. Live In Concert (CD, Yesterday YES-CD3)[3]
- 2009: Warszawski Rock and Roll lat 60. (CD, PN Muza PNCD-1262; LP, PN Muza SX-4009)
- 2014: Gwiazdy Polskiego Big Beatu (CD, PN Muza PNCD1500 – wybór nagrań zespołu)
- 2020: Brzdęk! Instrumentalne przygody bigbitowców (CD, GAD Records GAD CD 139)[5]

### Nagrania radiowe
- 1966: Nocny spacer (voc. M. Krasicki i M. Zawiła), Mówiłem jej, że ją kocham [She's Not There] (voc. M. Krasicki i M. Zawiła), Nie powiem ci już nic, (voc. M. Krasicki i M. Zawiła), Plotki (voc. M. Krasicki), Szklana góra (instr.), Maria Elena (instr.);

- 1967: Jeszcze wczoraj (voc. M. Krasicki), Dogoni nas tylko wiatr (voc. A. Rosiewicz), Akacje [Spacer z psem] (voc. A. Rosiewicz), Ona mi w głowie zawróciła (voc. A. Rosiewicz), Lucerna'66 (instr.) Szósta aleja (instr.), Michałek (instr.), Mocny walczyk (instr.);

- 1968: Słowa, imiona (voc. D. Kłosek), Mogliśmy się nie znaleźć (voc. D. Kłosek), Zielony spychacz dwusuwowy (voc. M. Ałaszewski i D. Kłosek), Upał (voc. M. Ałaszewski), Pusta sala (voc. M. Ałaszewski), Uwierz mamo (voc. S. Guzek), Chcę być kochaną (voc. Anna German), A jeżeli mnie pokochasz (voc. Anna German);

- 1969: Dobranoc, dobrze śpij (voc. D. Kłosek), Zima leśnika (voc. D. Kłosek), Ranek bez uśmiechu (voc. D. Kłosek), Pożar lasu (voc. D. Kłosek);

- 1970: Arka Noego (instr.), Nasz stary dom (voc. D. Kłosek)

- 1971: Aleja wzruszeń (voc. D. Kłosek), Trzynaście płatków róży (voc. D. Kłosek), Która to gwiazda (voc. D. Kłosek), Dla ciebie wschodzi słońce (voc. D. Kłosek), Odpowiedz na to pytanie (voc. D. Kłosek), Już wracać czas (voc. M. Cieszewski i D. Kłosek).